# Esbjerg B47
Boldklubben B 47 Esbjerg var en dansk fodboldklub hjemmehørende i Esbjerg. Klubben ophørte med at eksistere i 1992, da man fusionerede med ØB og dannede Esbjerg IF 92.

## Historie
Klubben startede som en samling af af flere småklubber i Esbjerg, da tre mænd ønskede tilmelding til blandt andet Jydsk Boldspil Union. Klubben formåede både i 1960'erne og 1970'erne at spille i den daværende 3. division, foruden at opnå en plads i kvartfinalen i DBU's Landspokalturnering i 1965.

## Stadion
Klubben startede med at spille på markerne ved Langelandsvej og Sejerøvej. Sidenhen rykkede man ind på Esbjerg Stadion, men sluttede på sit eget stadion, Veldtofte Idrætspark.